# Vengeance (band)
Vengeance is een Nederlandse hardrockband die internationale bekendheid geniet. De band had zijn hoogtepunt in de jaren 80, met Leon Goewie en Arjen Lucassen als bekendste boegbeelden.

## Biografie

### Het begin

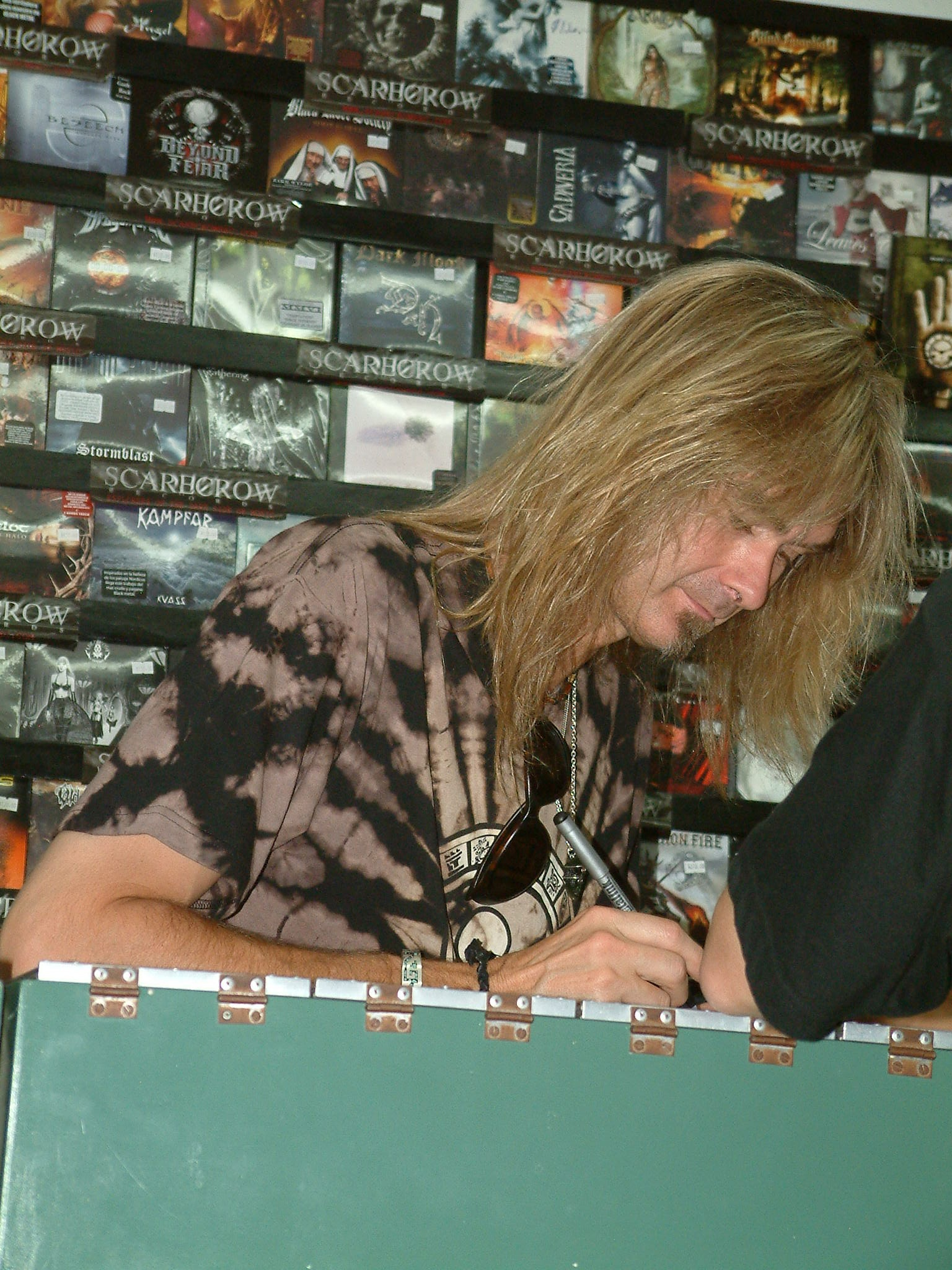
Arjen Lucassen

In 1983 wordt Vengeance opgericht. Eerst wordt de naam Lynx gebruikt, maar er is al een band met deze naam. In 1984 bezoekt Derk Joling van platenmaatschappij CBS een concert en is onder de indruk. De band wordt de studio ingestuurd. Tijdens de opnames wordt gitarist Leo van Breemen vervangen door Arjen Lucassen. Lucassen speelt op dat moment nog bij het succesvolle Bodine.
In 1985 komt drummer John Snels de gelederen versterken. Hiervoor moet wel Matthieu Oligschlager vertrekken. De opnamen van het album We Have Ways To Make You Rock beginnen. De release van het album vindt onder meer plaats in Duitsland, dat een interessant afzetgebied blijkt te zijn.
In 1987 verlaat gitarist Oscar Holleman de band en hij wordt vervangen door Peer Verschuren. Met hem verschijnt het album Take It Or Leave It. Het jaar daarop verlaat Verschuren de band wegens interne strubbelingen. Na meerdere audities wordt hij vervangen door Jan Somers.
In 1989 verschijnt het album Arabia dat een zeer goede indruk achterlaat bij zowel critici als fans.
In 1990 wordt zanger Leon Goewie wegens zijn gedrag uit de band gezet. Hij wordt vervangen door de Engelsman Ian Parry die al eerder bekend werd vanwege zijn werk bij de Nederlandse band Hammerhead. Gitarist Jan Somers is ondertussen ook uit de groep gestapt.

### Het einde
Wanneer drummer John Snels bij de band Gin on the Rocks gaat spelen, houdt de rest van de band het voor gezien. Ian Parry en Arjen Lucassen gaan samen met The Boxx op tournee onder de naam Renegades. Hierbij spelen ze klassieke rocknummers uit de jaren zeventig en '80.
In 1992 volgt nog een afscheidstournee waarbij Ernst van Ee (van Helloïse) de drums bespeelt. De tournee valt samen met het uitbrengen van het album The Last Teardrop. Zowel Ian Parry als Arjen Lucassen begint vervolgens een solocarrière.
In 1994 verschijnt in Japan een cd met nog niet eerder verschenen demo-opnamen.

### De terugkeer
In 1997 werken Arjen Lucassen en Leon Goewie aan het album Back From Flight 19. Naast Lucassen wordt het gitaarwerk gedaan door Peer Verschuren en Jan Somers. Barend Courbois en Paul Thissen worden ingehuurd voor bas en drums en Roland Bakker is de nieuwe toetsenist. Naast het album verschijnt ook een single en videoclip en de band gaat ook weer optreden.
In 1998 verschijnt er een verzamelalbum en wordt het nummer Crazy Horses van The Osmonds bewerkt en opgenomen in de studio van ex-Vandenberg bassist Dick Kemper. Gitarist Jan Somers verlaat de band.
In 2000 verschijnt het volgende wapenfeit van de band, het album Wings Of An Arrow. Het betreft een remaster van het alleen in Japan uitgebrachte album Last Of The Fallen Heroes.

In 2006 overlijdt drummer Paul Thissen (1973). Oudgedienden Leon Goewie, Peer Verschuren en Barend Courbois spelen met een aantal gastmuzikanten op de begrafenis van Paul. De band tekent bij het Duitse MTM voor een nieuw album.

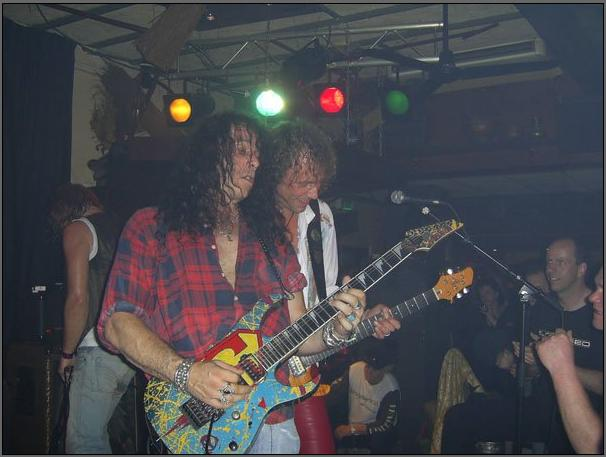
Van links naar rechts: Leon Goewie, Peter Bourbon en Jan Somers

In 2006 speelt Jan Somers weer live bij Vengeance. Vervolgens toert Vengeance onder de naam The Back In The Ring Tour door heel Europa, wat in het livealbum Same/Same... But Different resulteert. Op dat moment is het de 25e verjaardag van Vengeance. Met een line-up bestaande uit Léon Goewie, Jan Somers, Peter Bourbon, Barend Courbois & Hans in 't Zandt gaat de band dan ook op tour om het vijfentwintigjarig jubileum te vieren, tot Hans in 't Zandt de band verlaat wegens persoonlijke redenen. Deze wordt daarop vervangen door drummer Erik Stout, waarmee de tour voortgezet wordt.

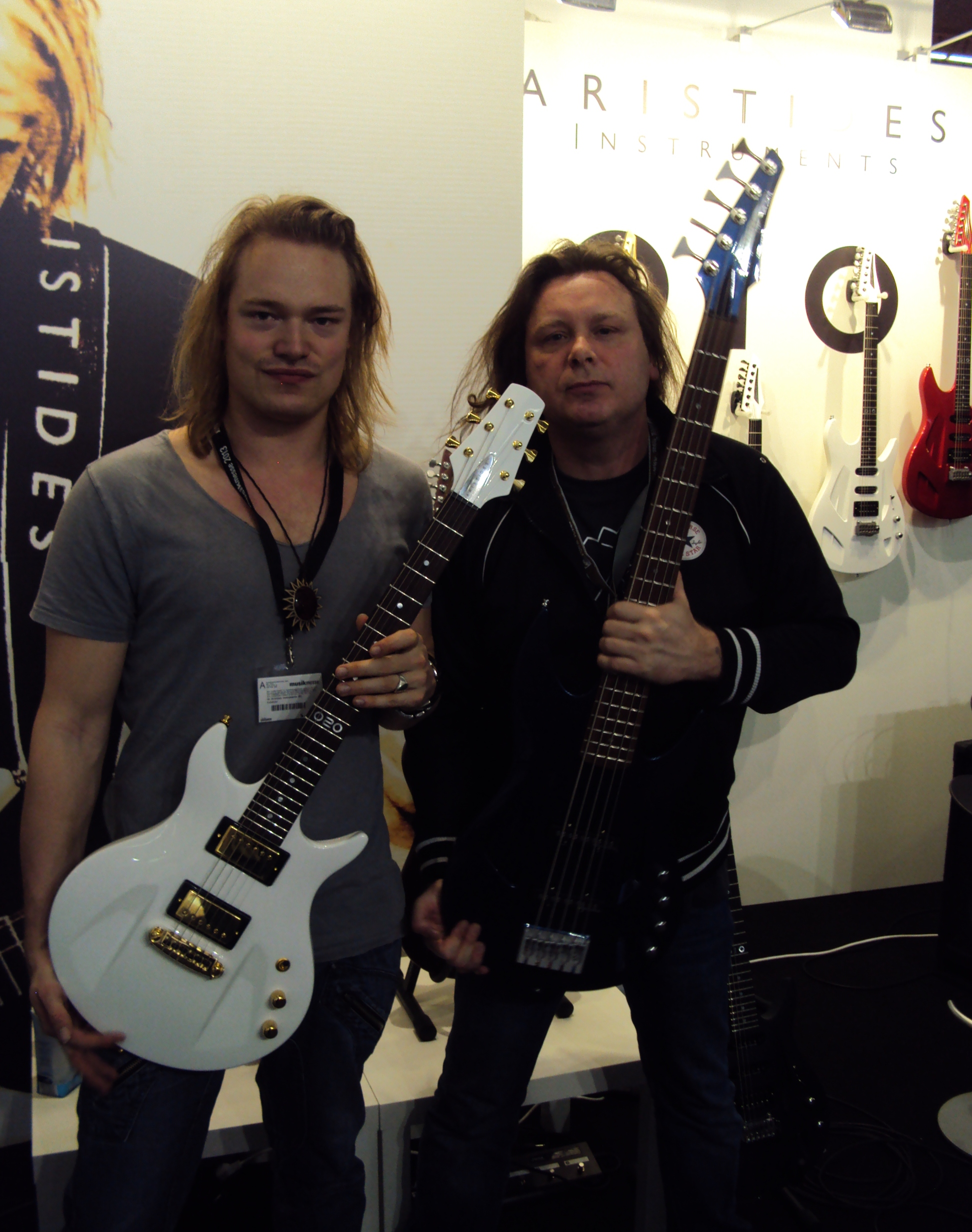
Timo Somers (links) en Barend Courbois

Als de tour tot een einde lijkt te komen duikt de band de studio in om het album Soul Collector op te nemen waarna de band Timo Somers, de zoon van Jan, bij de band haalt. In Duitsland komt Soul Collector op nr. 1 binnen in de Album Chart. Gedurende de Soul Collector tour in 2009 verlaten Erik Stout en Barend Courbois de band en worden vervangen door  respectievelijk drummer John Emmen en bassist Emile Marcelis. Deze bassist is overigens niet nieuw voor de band of de fans, aangezien Emile al eerder een aantal keren als vervanger voor Barend had gespeeld in Vengeance. 
Op 28 januari 2011 overlijdt gitarist Jan Somers op 46-jarige leeftijd aan een hartinfarct.
Op 28 oktober 2011 wordt bekend dat de band op 27 februari 2012 een nieuw album, getiteld Crystal Eye, uit zal brengen bij de Duitse platenmaatschappij SPV. Dit album zal eindigen met het nummer Jan's End Piece, waarop de laatste gitaarsolo's van Jan Somers te horen zijn.
Ook speelt Timo Somers als gastgitarist op 2 nummers.
Voor november 2019 staat de release gepland van een 9 cd-boxset met o.a. live- en demomateriaal.
Vengeance kondigt begin 2023 aan weer bij elkaar te zijn en op een heuse Europese tour te gaan, ditmaal in het teken van hun 40-jarige bestaan. De opmerkelijke bezetting bestaat ditmaal uit oudgedienden Leon Goewie (zang) en John Emmen (drums) aangevuld door gitaristen Gert Nijboer (ex Highway Chile, ex-Picture, August Life), Bram Engelen (OSTROGOTH) en bassist Johnny Dooms (ex-Powerplay).
In 2024 verlaat gitarist Bram Engelen de band en wordt vervangen door Serge Naberman (Rebelstar), die tevens in het verleden ook al eens te zien was bij Vengeance.
Vengeance blijkt in 2023 nog altijd een gevestigde naam te zijn, met op hun tourschema gerenommeerde festivals zoals Alcatraz Metal Festival en Into the Grave

## Discografie

### Albums
- 1984 - Vengeance
- 1986 - We Have Ways To Make You Rock (laatste opname in DMC-studio te Baarn, die daarna is gesloopt)
- 1987 - Take It Or Leave It
- 1989 - Arabia
- 1992 - The Last Teardrop 84-92 (alleen in Japan uitgegeven compilatie met zes nieuwe nummers en live-opnamen)
- 1994 - Last Of The Fallen Heroes (alleen in Japan uitgegeven)
- 1997 - Back From Flight 19
- 2000 - Wings Of An Arrow (remaster van het alleen in Japan uitgebrachte album Last Of The Fallen Heroes)
- 2006 - Back In The Ring
- 2007 - Same, Same... But Different (live-cd)
- 2009 - Soul Collector
- 2012 - Crystal Eye
- 2013 - Piece Of Cake

### Singles
- 1984 - Prisoners of the night
- 1985 - You took me by surprise
- 1986 - May Heaven Strike Me Down
- 1986 - Only The Wind
- 1986 - Only The Wind (special Edit)
- 1987 - Ain't Gonna Take You Home
- 1987 - Looks Of A Winner
- 1987 - Rock 'n' Roll Shower
- 1989 - Arabia
- 1989 - If Lovin' You Is Wrong
- 1992 - As The Last Teardrop Falls
- 1997 - Planet Zilch
- 1998 - Crazy Horses